# Bobby Layne
Robert Lawrence Layne, detto Bobby (Santa Anna, 19 dicembre 1926 – Lubbock, 1º dicembre 1986), è stato un giocatore di football americano statunitense che ha giocato nel ruolo di quarterback per quindici stagioni nella National Football League (NFL), vincendo tre campionati con i Detroit Lions. Al college ha giocato a football all’Università del Texas a Austin. È stato inserito nella Pro Football Hall of Fame nel 1967.

## Carriera professionistica
Layne fu scelto come terzo assoluto nel Draft NFL 1948 dai Chicago Bears e come secondo assoluto nel Draft della AAFC dai Baltimore Colts. A Layne furono offerti 77.000 dollari per giocare Colts ma il proprietario dei Bears George Halas lo convinse a firmare con la propria squadra. Dopo una stagione, Layne era il terzo quarterback nelle gerarchie della squadra dietro Sid Luckman e Johnny Lujack, rifiutando di tornare a giocare per Chicago e cercando di imbastire uno scambio coi Green Bay Packers. Halas, preoccupato che potesse firmare con una squadra della rivale AAFC, scambiò Layne coi New York Bulldogs per la loro prima scelta assoluta del draft e 50.000 dollari, da pagare in quattro rate. Con la nuova squadra, Layne vinse una sola gara a fronte di 11 sconfitte, ma imparò rapidamente i meccanismi di gioco della NFL. Layne paragonò la sua unica stagione con i presto defunti New York Bulldogs a cinque stagioni con qualsiasi altra squadra della NFL. Nel 1950, Layne fu scambiato coi Detroit Lions per il defensive end Bob Mann. I Lions pagarono anche le tre rate rimanenenti dovute ad Halas (Halas in seguito rimarcò che i Lions avrebbero dovuto continuare a pagarlo a tempo indefinito viste le prestazioni di Layne a Detroit).
Nel periodo 1950-1955, Layne si riunì col suo grande amico alla Highland Park High School Doak Walker. Nel 1952, Bobby guidò i Detroit Lions alla vittoria del loro primo campionato NFL degli ultimi 17 anni. Layne e i Lions bissarono il titolo anche l'anno successivo e vennero sconfitti in finale dai Cleveland Browns nel 1954. Nel 1957, Layne Layne stava guidando i Lions a un'altra vittoria del campionato quando durante una gara verso la fine della stagione si ruppe una gamba in tre punti. Il suo sostituto, Tobin Rote, terminò la stagione e guidò la squadra alla vittoria del campionato NFL del 1957.
Nel 1958 fu scambiato coi Pittsburgh Steelers, con cui rimase fino al termine della carriera nel 1962. Dopo 15 stagioni nella lega, Layne si ritirò come il titolare dei record NFL per passaggi tentati (3.700), completati (1.814), yard passate (26.768) e touchdown passati (196). Layne non era il giocatore più talentuoso della lega, i suoi passaggi a volte sembravano scagliati senza logica ma il suo carisma, le sue qualità di leader e le capacità di trovare le giocate giuste nei momenti decisivi lo resero grande. Layne fu uno degli ultimi giocatori della NFL a giocare senza maschera protettiva.

## La maledizione di Bobby Layne
Nel 1958, i Lions scambiarono Layne coi Pittsburgh Steelers. Layne rispose alla scambio affermando che "i Lions non avrebbero vinto per altri 50 anni". Questa storia è però accusata di essere una leggenda metropolitana poiché all'epoca dei fatti non fu mai riportata.
Tuttavia, nei 50 anni successivi allo scambio, i Lions accumularono la peggior percentuale di vittorie di tuttala NFL. Sono una delle sole due franchigie presenti nella NFL dal 1970 a non aver mai disputato un Super Bowl (l'altra sono i Cleveland Browns, anche se la prima squadra dei Browns vinse il Super Bowl nella stagione 2000 dopo essere diventata Baltimore Ravens). I Lions, in quei 50 anni, hanno fatto registrare una vittoria e dieci sconfitte in dieci partecipazioni ai playoff, l'unica vittoria nei playoff fu contro i Dallas Cowboys nella stagione 1991. Nell'ultimo anno di questa "maledizione", il 2008, Detroit chiuse la stagione con un record di zero vittorie e 16 sconfitte, l'unica franchigia della storia a chiudere una stagione da 16 gare senza vittorie.

## Palmarès
- Campione NFL: 3

1952, 1953, 1957
- Convocazioni al Pro Bowl: 6

1951, 1952, 1953, 1956, 1958, 1959
- First-team All-Pro: 2

1952, 1956
- Leader della NFL in passaggi da touchdown: 1

1951
- Formazione ideale della NFL degli anni 1950
- Numero 22 ritirato dai Detroit Lions
- Pro Football Hall of Fame (classe del 1967)
- College Football Hall of Fame (classe del 1968)